# Gammalsvenska (dialekt)
Gammalsvenska eller gammalsvenskbymål är den dialekt av svenska som talas av svenskbybor i Gammalsvenskby i Ukraina. 2014 talades gammalsvenska endast av 10 personer, av vilka samtliga var kvinnor.

## Fonologi
Gammalsvenskbymålets fonologi har beskrivits mest utförligt först av Anton Karlgren i Gammalsvenskby. Uttal och ordböjning i Gammalsvenskbymålet, skriven 1906, men utgiven först 1953. Hans artikel är en beskrivning av dialektens uttal och ordböjning hos fyra huvudinformanter: Andreas Andersson Utas (född 1883), Kristoff Hoas (född 1877), Simon Hoas (född på 1860-talet) och Mats Petersson Annas (född på 1840-talet).
I en artikel publicerad 2020 beskrev språkforskaren Alexander Mankov gammalsvenskbymålets fonologi baserat på inspelningar från tre talare: Anna Lyutko (född 1931), Melitta Prasolova (född 1926) och Lidia Utas (född 1933). Gammalsvenskbymålets fonologi karakteriseras bland annat av avsaknaden av de rundade främre vokalerna /yː/ och /øː/. Öppet /œː/ existerar bara allofoniskt. Vidare har två så kallade primära diftonger bevarats: /ɛi/ och /œʉ/. Hos konsonanterna finns så kallat tjockt l [ɽ], oaspirerade klusiler /p t k/. Vidare har /ɡ k/ inte palataliserats före främre vokaler, och /s/ har utvecklat allofonen [z] på grund av assimilation. Inom prosodin finns ingen ordaccent.

### Vokaler

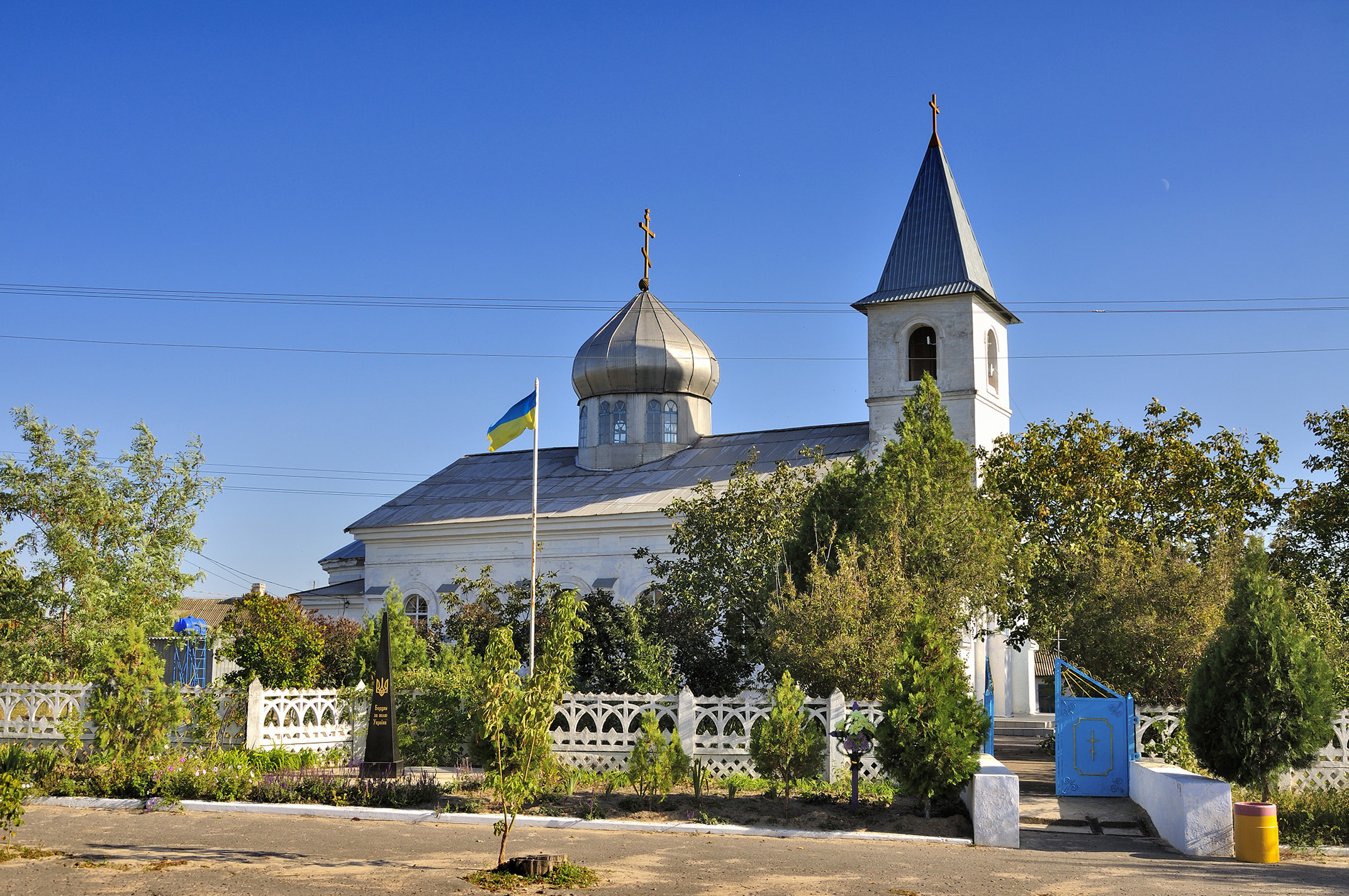
Kyrkan i Gammalsvenskby, där gammalsvenska fortfarande talas av en handfull personer.

Enligt Alexander Mankov har gammalsvenskbymålet sex korta och sju långa vokalfonem, det vill säga betydelseskiljande vokaler.
|        | Främre | Central | Bakre |
| ------ | ------ | ------- | ----- |
| Sluten | i      | ɞ       | u     |
| Mellan | ɛ (e)  | ɞ       | o     |
| Öppen  | a      | a       | a     |

1. ↑  Sänks i vissa positioner eller ord till [e̝].[6] I obetonade ändelser är vokalen mera sluten i slutna stavelser, t.ex. [rɛdik] ’rädisa’, men mera öppen i öppna stavelser, t.ex. kirke ’kyrka’.[6]
2. ↑  Kort /ɞ/ motsvarar standardsvenska /ɵ/, d.v.s. kort u-ljud, men till skillnad från uttalet i centralsvenska är vokalen öppnare och med putande läppar. Sålunda motsvaras ’buske’ av [bɞsːk] och ’rulla’ av [rɞlː], men vissa talare har ett mera slutet uttal [ʉ], d.v.s. som en kort version av motsvarande långa vokal. Före tjockt l-ljud [ɽ] rundas vokalen till ett öppet ö-ljud [œ], t.ex. [kœɽe] ’kulen’.[7]
3. ↑  I obetonad position i öppna stavelser realiseras vokalen ibland mera öppet som [o̝], t.ex. [rœːu]~[rœːo̝] ’sårskorpa, ruva’.[9]
4. ↑  Rundas till [œ] före [ɽ], t.ex. [hœɽɡ] ’helg’.[7]
5. ↑  Ett obetonat kort e-ljud i ändelser varierar mellan ett slutet uttal [e] i de flesta positioner, t.ex. [krɛvet] ’kräfta’, ett öppet [ɛ] före [r], [ʈ] och [ɲ], t.ex. i [vintɛr] ’vinter’. Före [ɽ] rundas vokalen till [œ] i vissa ord, enligt Edvin Lagman ursprungligen enbart i långstaviga ord, medan vokalen i kortstaviga ord realiserades [ɛ], t.ex. [tviːvœɽ] ’tvivel’ kontra [likɛɽ] ’nyckel’. Enligt Alexander Mankov har dock denna ursprungliga distinktion gått förlorad hos dagens talare, där [œ] och [ɛ] står i fri variation i denna position.[9]

|              | Främre | Central | Bakre |
| ------------ | ------ | ------- | ----- |
| Sluten       | iː     | ʉː      | uː    |
| Mellansluten | eː     | ʉː      | oː    |
| Mellanöppen  | ɛː     | ʉː      | oː    |
| Öppen        | aː     | aː      | aː    |

1. 1 2  Både långt e-ljud /eː/ och långt ä-ljud /ɛː/ realiseras framför [ɽ] som ett öppet ö-ljud [œː], t.ex. [spœːɽ] ’spegel’ och [sjœːɽ] ’själ’. I andra ord går [œː] tillbaka på ett ursprungligt ö-ljud, t.ex. [jœːɽ] ’öl’.[10]
2. ↑  Realiseras i vissa positioner som ett slutet å-ljud [o̝ː], t.ex. i andra mera öppet som [oː].[11]

#### Diftonger
Gammalsvenskbymålet har två diftonger: /ɛːi̯/ och /œːʉ̯/. De är för det mesta långa, vanligtvis motsvarande långt e-ljud /eː/ och långt ö-ljud /øː/ på standardsvenska, och går tillbaka på de ursprungliga urnordiska diftongerna *ei och *au, t.ex. i [hɛːi̯m] ’hem’ och [kvɛːi̯t] ’vete’, respektive [lœːʉ̯k] ’lök’ och [fɽœːʉ̯t] ’flöt’. Framför långa konsonanter och konsonantkluster förkortas diftongerna, t.ex. i [ɛilːd] ’eld’. I vissa enstaka ord förekommer andra diftonger, t.ex. [bai̯t] ’efter’ (sammandraget av bak-efter).

### Prosodi

#### Betoning
Gammalsvenskbymålet har vanligtvis betoningen på första stavelsen i ord. Detta gäller även i sammansättningar, men där får även andra ledet en stark bibetoning. I vissa sammansättningar faller dock betoningen på ett senare led, t.ex. [jʉːɛ̯ɽˈaftar] ’julafton’. Vissa prefix är även alltid obetonade som i standardsvenskan, t.ex. be- i bedrág ’bedra’ eller fär- i färsvinn ’försvinna’.

#### Ordaccent
Likt estlandssvenskan och många finlandssvenska dialekter har gammalsvenskbymålet ingen ordaccentsdistinktion.

## Lexikon
| Gammalsvenska | Pattana | Katüflar   | Pürkan    | Kärpsar   | Himmäl | Knjüt  | Stövla  | Boklezane             | Düllje | Parohod     |
| Estniska      | Pardid  | Kartulid   | Porgandid | Kõrvitsad | Taevas | Sõlm   | Saapad  | Tomatid               | Pirn   | Aurulaev    |
| Svenska       | Ankor   | Potatisar  | Morötter  | Pumpor    | Himmel | Knut   | Stövlar | Tomater               | Päron  | Ångbåt      |
| Tyska         | Enten   | Kartoffeln | Möhren    | Kürbisse  | Himmel | Knoten | Stiefel | Tomaten               | Birne  | Dampfschiff |
| Ukrainska     | Kachky  | Kartoplya  | Morkvy    | Harbuzy   | Nebo   | Vuzol  | Choboty | Baklazjan (aubergine) | Hrusha | Paroplav    |
| Ryska         | Utki    | Kartyflji  | Morkovki  | Tykvi     | Niebo  | Yzli   | Sapogi  | Baklazjan (aubergine) | Grushi | Parochod    |
| Engelska      | Ducks   | Potatoes   | Carrots   | Pumpkins  | Sky    | Knot   | Boots   | Tomatoes              | Pear   | Steamship   |